# قوی نیوزیلندی
قوی نیوزیلندی (نام علمی: Cygnus atratus sumnerensis) نام یک زیرگونه از گونه قوی سیاه است.